# Josip Tadić
Josip Tadić (ur. 22 sierpnia 1987 w Osijeku) – chorwacki piłkarz występujący na pozycji napastnika.

## Kariera klubowa
Tadić jest wychowankiem klubu z rodzinnej miejscowości, NK Osijek. Do kadry pierwszego zespołu został włączony w sezonie 2004/2005. W pierwszej drużynie zadebiutował w meczu ligowym w wieku 17 lat. 16 listopada 2004 roku w wygranym spotkaniu z NK Kamen Ingrad, Tadić zagrał 84. minuty i zaprezentował się z bardzo dobrej strony. Trener Osijeku - Stjepan Čordaš, po tej potyczce coraz częściej zaczął stawiać na młodego Chorwata. Już w trzecim meczu w lidze (30 listopada przeciwko NK Zadar), zdobył swoje dwie pierwsze bramki pomimo tego, że wszedł na boisko dopiero w 54. minucie. Do końca sezonu Tadić był jednak najczęściej rezerwowym zawodnikiem. Wystąpił w 20 ligowych spotkaniach i strzelił 7 goli, a Osijek zajął ósme miejsce w tabeli.
Latem 2005 roku Tadić trafił do niemieckiego Bayeru 04 Leverkusen za sumę 350 tysięcy euro. W zespole „Aptekarzy” nie miał większych szans na grę w ataku, gdyż w pierwszej linii grali m.in. Dimityr Berbatow czy Andrij Woronin. W sezonie 2005/2006 zagrał tylko raz – 17 grudnia w zremisowanym 0:0 meczu z Hannoverem, kiedy w 85. minucie zmienił Tranquillo Barnettę. Większą część rozgrywek spędził w rezerwach klubu, grających w Regionallidze Północnej. W sezonie 2006/2007 Tadić także nie mógł przebić się do pierwszego składu. Rundę jesienną spędził w II drużynie Bayeru, a zimą 2007 roku wrócił do Chorwacji i zasilił szeregi Dinama Zagrzeb, które zapłaciło za niego ok. 0,5 miliona euro. Zaczął regularnie grać w podstawowym składzie i w latach 2007–2008 wywalczał z zespołem mistrzostwo Chorwacji.
4 lipca 2009 roku Tadić parafował 4-letni kontrakt z Grenoble Foot 38, w którym rozegrał 19 spotkań w Ligue 1. Od 31 sierpnia 2011 roku, przez jeden sezon, reprezentował Lechię Gdańsk. W lipcu 2012 roku podpisał umowę z Melbourne Heart. Następnie grał w HNK Rijeka i NK Zadar. W 2014 przeszedł do Sturmu Graz. W 2016 przeszedł do Balıkesirsporu. Następnie grał w NK Slaven Belupo, a w 2017 trafił do litewskiego klubu Sūduva Mariampol.
| Sezon       | Klub                | Kraj      | Rozgrywki     | Mecze | Bramki |
| ----------- | ------------------- | --------- | ------------- | ----- | ------ |
| 2004/05     | NK Osijek           | Chorwacja | Prva HNL      | 20    | 7      |
| 2005/06     | Bayer 04 Leverkusen | Niemcy    | Bundesliga    | 1     | 0      |
| 2005/06     | Bayer Leverkusen II | Niemcy    | Regionalliga  | 9     | 3      |
| 2006/07     | Bayer Leverkusen II | Niemcy    | Regionalliga  | 9     | 2      |
| 2006/07 (w) | Dinamo Zagrzeb      | Chorwacja | Prva HNL      | 13    | 5      |
| 2007/08     | Dinamo Zagrzeb      | Chorwacja | Prva HNL      | 27    | 11     |
| 2008/09     | Dinamo Zagrzeb      | Chorwacja | Prva HNL      | 22    | 4      |
| 2009/10     | Grenoble Foot 38    | Francja   | Ligue 1       | 19    | 0      |
| 2010/11     | Arminia Bielefeld   | Niemcy    | 3. Bundesliga | 14    | 5      |
| 2011/12 (j) | Omonia Nikozja      | Cypr      | A’ Kategorias | 0     | 0      |
| 2011/12     | Lechia Gdańsk       | Polska    | Ekstraklasa   | 11    | 0      |
| 2012/13     | Melbourne Heart     | Australia | A-League      | 22    | 6      |
| 2013/14     | HNK Rijeka          | Chorwacja | Prva HNL      | 1     | 0      |
| 2013/14     | NK Zadar            | Chorwacja | Prva HNL      | 24    | 6      |
| 2014/15     | Sturm Graz          | Austria   | Bundesliga    | 21    | 0      |
| 2015/16     | Sturm Graz          | Austria   | Bundesliga    | 14    | 4      |
| 2015/16     | Balıkesirspor       | Turcja    | 1. Lig        | 8     | 1      |
| 2016/17     | NK Slaven Belupo    | Chorwacja | Prva HNL      | 12    | 1      |
| 2017        | Sūduva Mariampol    | Litwa     | A lyga        | 9     | 6      |
| 2018        | Sūduva Mariampol    | Litwa     | A lyga        |       |        |

## Kariera reprezentacyjna
Tadić występował w reprezentacji Chorwacji U-17, U-19 (grał na Mistrzostwach Europy w tej kategorii wiekowej) oraz U-21.